# Zhengwu
Zhengwu (kinesiska: 正午) är en köping i östra Kina. Den ligger i stadsdistriktet Yingdong i staden Fuyang i provinsen Anhui, omkring 170 kilometer nordväst om provinshuvudstaden Hefei.